# Постпереходные металлы
В химии термин постпереходные металлы используется для описания категории химических элементов, которые по своим свойствам напоминают металлы. Постпереходные металлы располагаются справа от переходных металлов в периодической системе. ИЮПАК определяет нахождение переходных металлов в 3—11 группах или 3—12. В соответствии с первым утверждением, постпереходные металлы включают в себя 12-ю группу — цинк, кадмий и ртуть. В эту группу иногда включают и германий, сурьму и/или полоний, хотя они, как правило, являются металлоидами. Согласно второму определению данных элементов, двенадцатая группа не может быть включена в данную группу металлов. Изучение учебников и монографий в 2003 году показывает, что оба утверждения использовались с примерно одинаковой частотой.
В 1950-м году большинство учебников по неорганической химии определяли переходные металлы 11ой группы — медь, серебро и золото как дополнение к 12ой группе. Данное определение постпереходных металлов, указанных выше, ИЮПАК не рекомендует для использования, однако оно ещё до сих пор используется.

## Химия постпереходных металлов
Согласно второму утверждению, переходные элементы имеют либо незаконченную d-подоболочку, либо имеют способность к формированию незаконченной d-подоболочки. В 2007-м году был синтезирован фторид ртути(IV). Это соединение содержит в себе атом ртути с незаконченной d-подоболочкой. По аналогии с этим коперницию предсказано существование такого же свойства, то есть у него предположительно должна формироваться аналогичная электронная конфигурация. В этом случае постпереходные металлы включают в себя только цинк и кадмий.
Существует определение, не данное ИЮПАК, которое приравнивает постпереходные металлы к элементам d-блока. В этом случае вся 12-я группа может содержать переходные элементы. Это определение не принято и не обговорено.
Сурьма считается металлоидом, металлом, а иногда и постпереходным элементом. Алюминий не является ни переходным, ни постпереходным металлом, так как он не имеет d-подоболочки и расположен выше переходных элементов в таблице.

## Лёгкие или тяжёлые металлы
Тривиальное название лёгкие металлы иногда описывает металлы, которые расположены в p-блоке в периодической таблице. Их температуры плавления (в среднем около 300 °C) и температуры кипения отличаются от переходных металлов (со средней температурой плавления около 1600 °C). Их электроотрицательность выше по сравнению с переходными металлами; лёгкие металлы являются менее твёрдыми по сравнению с ними. Они отличаются от металлоидов, однако, по своей значительно большей температуре кипения находятся в одной строке расширенной таблицы Менделеева.
Термин «лёгкие металлы» не утверждён номенклатурой ИЮПАК. В данную группу принято включать алюминий, галлий, индий, олово, таллий, свинец и висмут. Иногда сюда включают германий, сурьму и полоний, хоть они и считаются полуметаллами. Нихоний, флеровий, московий и ливерморий, возможно, будут иметь те же характеристики. Синтезировать данные химические элементы в весовых количествах для изучения их химических свойств не представляется возможным из-за очень малого периода полураспада всех известных их изотопов, как и для всех трансурановых элементов с бо́льшим порядковым номером (количеством протонов в ядре, иначе - зарядовым числом) чем у эйнштейния.
Эти же металлы, кроме алюминия, но вместе с частью переходных (медью, 12-й группой, никелем, кобальтом, цирконием) могут быть названы и тяжёлыми металлами, что также не утверждено номенклатурой ИЮПАК. Наименование их тяжёлыми связано с относительно большей плотностью (в среднем около 9 г/см³), чем у лёгких алюминия и титана (в среднем около 4 г/см³) и чем у щелочных (в среднем около 1,3 г/см³), щелочно-земельных (в среднем около 2,6 г/см³), редкоземельных (в среднем около 7 г/см³) и чёрных металлов (в среднем около 7 г/см³). Плотность данных «тяжёлых цветных металлов» уступает лишь плотности тугоплавких (в среднем около 14 г/см³), благородных металлов (в среднем около 15 г/см³) и платиновой группы (в среднем около 17 г/см³).
Французские химики называют постпереходные металлы бедными металлами (фр. métaux pauvres).